# Samochód koncepcyjny

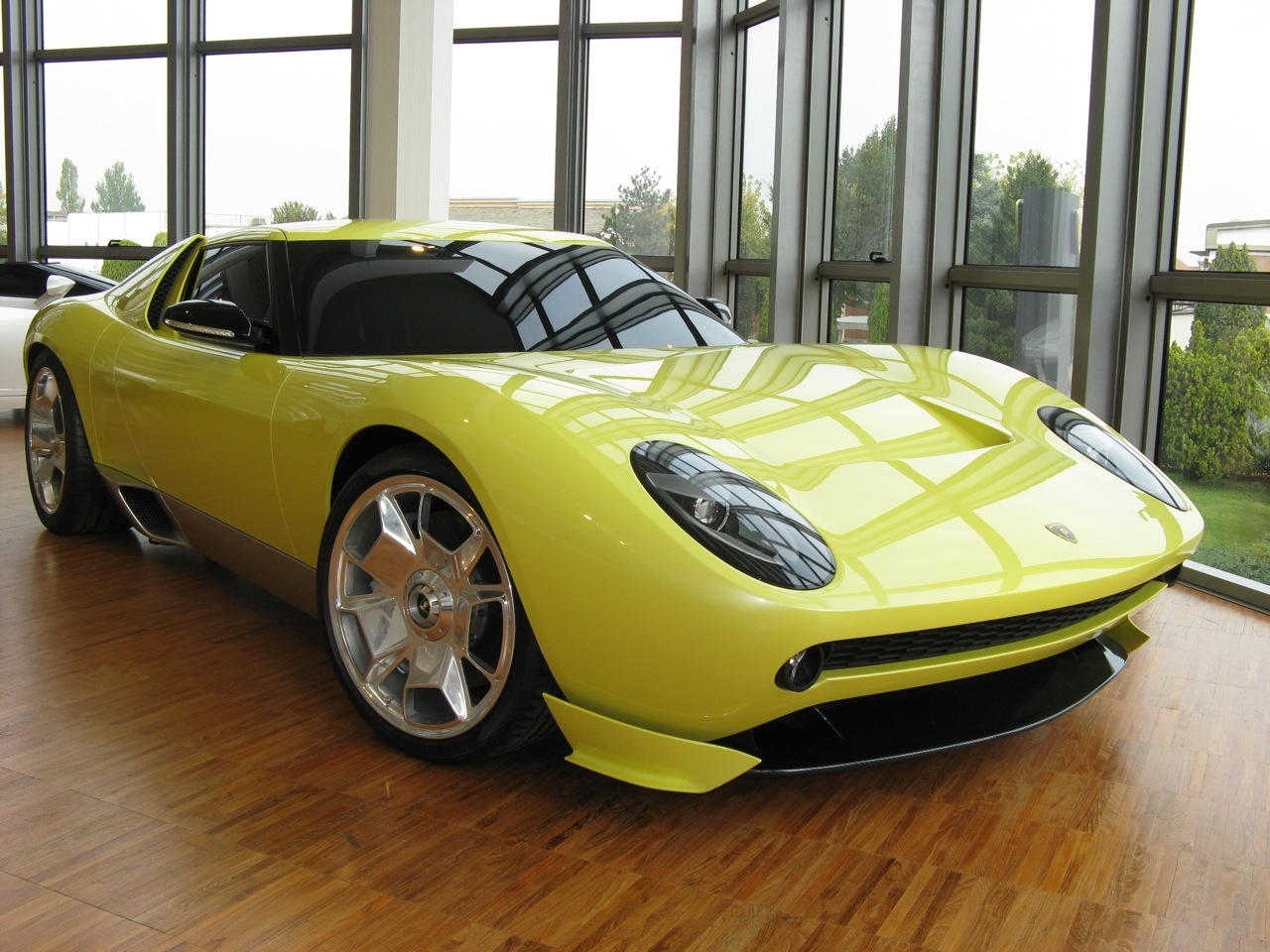
Samochód koncepcyjny Lamborghini Miura

Samochód koncepcyjny (ang. concept car) – pojazd studyjny, opracowywany przeważnie w formie prototypu w celu zademonstrowania zdolności projektanckich, technologicznych i stylistycznych producenta samochodów lub biura stylistycznego. Powstają również przedprodukcyjne pojazdy, należące do koncepcyjnych.
Przeważnie bardzo różnią się stylistycznie od samochodów spotykanych na drogach: mają niestandardowe kształty i rozwiązania technologiczne wyprzedzające współcześnie projektowane samochody. Wynika to z podporządkowania ich wolnej wizji projektantom, a nie rachunkowi ekonomicznemu firm motoryzacyjnych. Dodatkowym aspektem jest prestiż, jaki wielcy producenci chcą osiągnąć prezentując futurystyczną myśl techniczną i stylistyczną.
Biura stylistyczne – takie jak Bertone, Italdesign Giugiaro, Pininfarina – pracujące na zlecenie producentów samochodów, wykonują samochody koncepcyjne również po to, by pozyskać zleceniodawców na stylizację, projektowanie, a nawet produkcję samochodów seryjnych.
Zwykle samochody koncepcyjne prezentowane są podczas wielkich salonów samochodowych (w Genewie, Frankfurcie, Paryżu lub Detroit).